# 大埃及博物馆

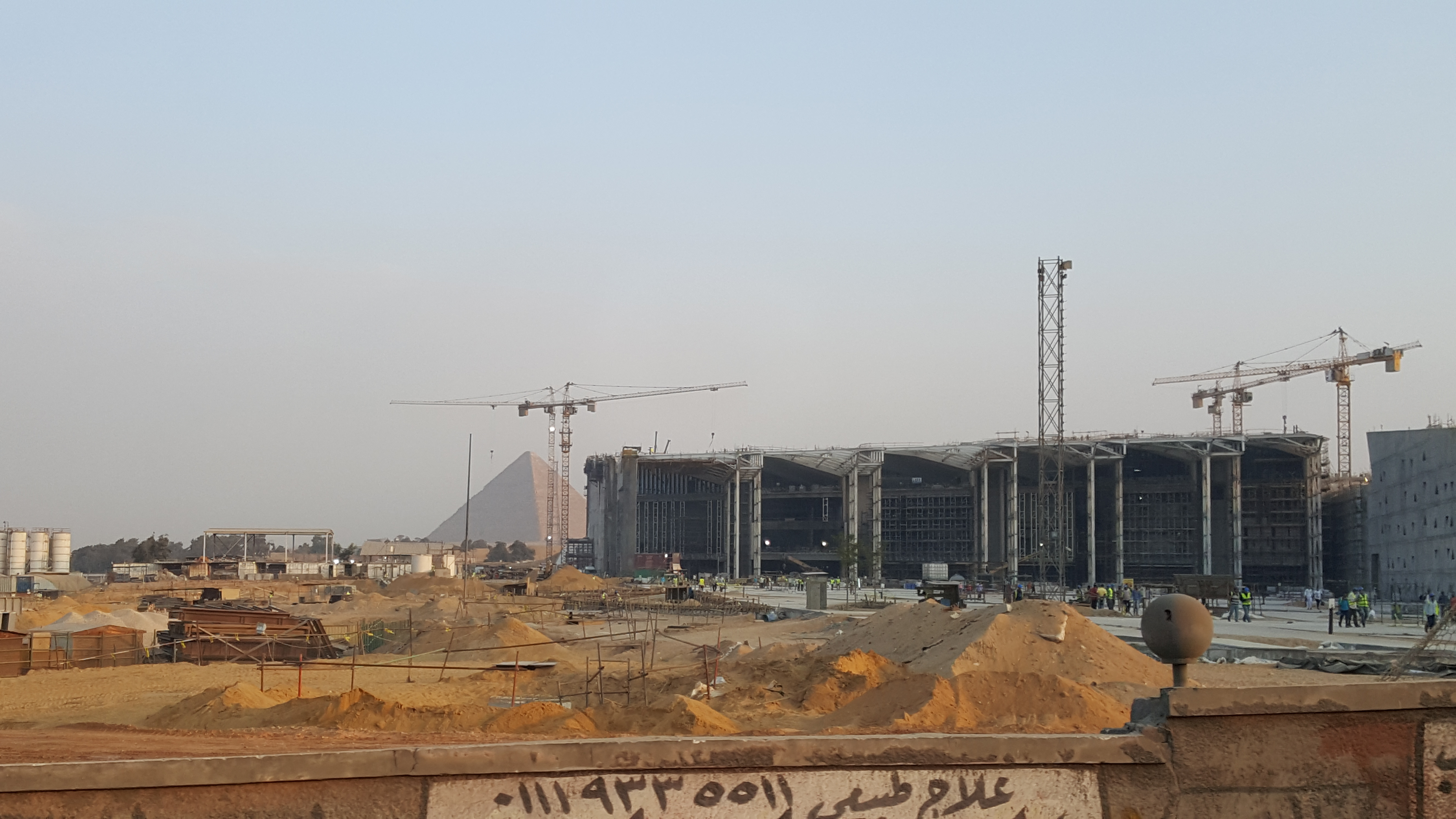
2017年10月正在建設的大埃及博物館

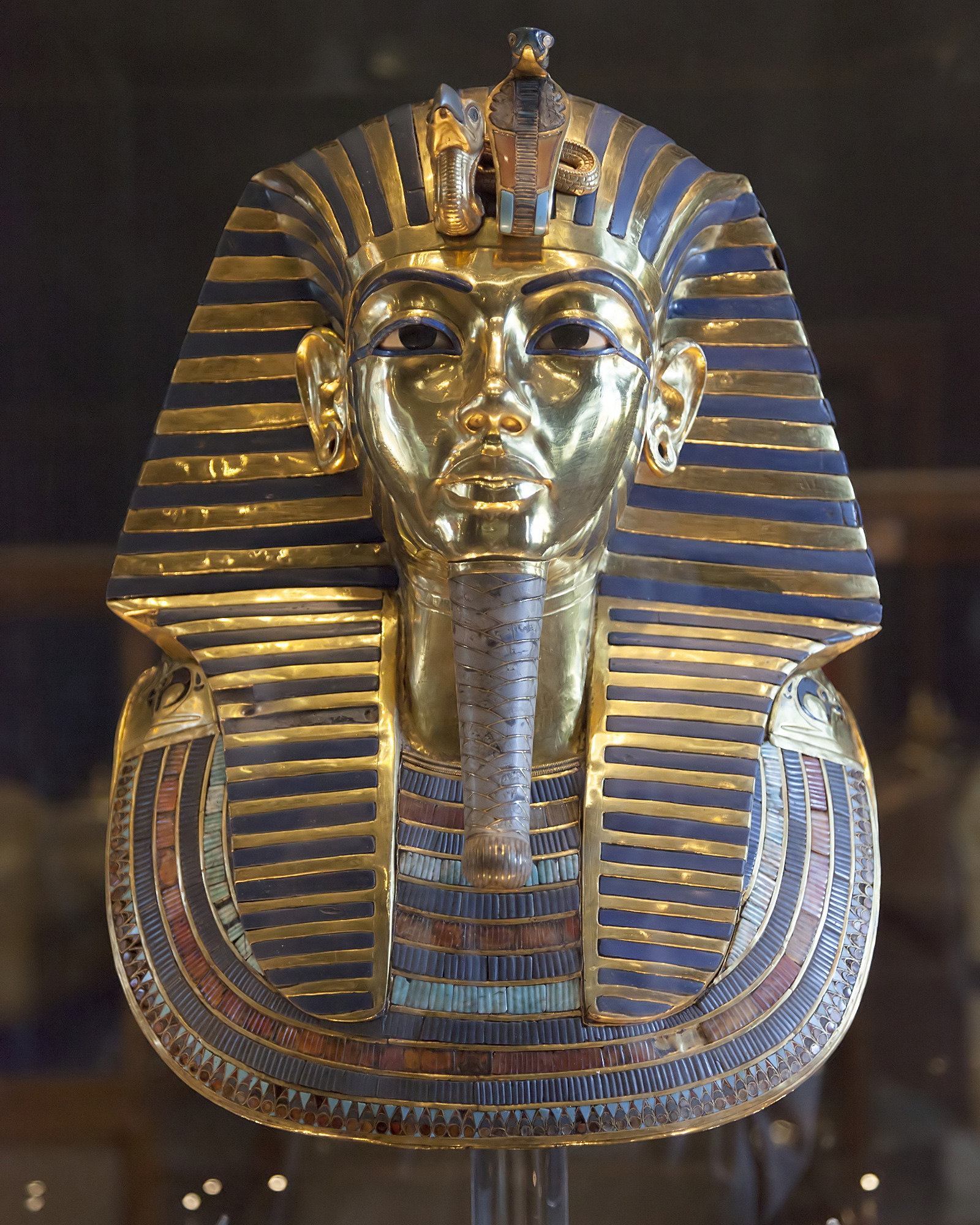
圖坦卡門面具

大埃及博物馆（The Grand Egyptian Museum (GEM)）也叫吉萨博物馆（Giza Museum），是兴建中的埃及的一个博物馆，位於吉萨金字塔附近，按计划是世界上最大的考古博物馆。

## 历史
原計劃於2019年部分開放，展出完整的圖坦卡蒙系列，但工程因2011年埃及革命以及COVID-19疫情而一度停擺，埃及政府冀望於2020年開幕。該博物館距離吉薩金字塔約2公里，占地480,000平方公尺，是吉薩高原總體規劃的一部分。未來將展出包括圖坦卡門面具的5萬件展覽品。
該博物館的建設由比利時Besix公司和埃及Orascom公司組成的合資企業完成，計劃於2021年完成。博物館的原開放時間宣佈為2021年，但直到2024年10月16日才開幕。